# توتونيكابان
توتونيكابان هي بلدية في غواتيمالا، ومدينة، تقع في إدارة توتونيكابان، بلغ عدد سكانها 96,392  نسمة وذلك حسب إحصائيات سنة 2002، تبلغ مساحتها 328 كيلومتر مربع، رمزها البريدي هو 08001.

## الموقع
تشترك في الحدود مع:
- San Cristóbal Totonicapán [الإنجليزية]‏
- Chichicastenango [الإنجليزية]‏
- Patzité [الإنجليزية]‏
- Santa María Chiquimula [الإنجليزية]‏
- سولولا
- Cantel, Guatemala [الإنجليزية]‏
- Nahualá [الإنجليزية]‏
- Salcajá [الإنجليزية]‏
- San Francisco El Alto [الإنجليزية]‏.